# David Santana
David García Santana (ur. 25 lutego 1982 w Las Palmas) – hiszpański piłkarz występujący na pozycji obrońcy w UD Las Palmas.

## Statystyki klubowe
| Sezon   | Klub          | Kraj      | Liga               | Mecze | Bramki | Puchar Kraju | Mecze | Bramki |
| ------- | ------------- | --------- | ------------------ | ----- | ------ | ------------ | ----- | ------ |
| 2001/02 | Vecindario    | Hiszpania | Segunda División B | 31    | 2      | -            | -     | -      |
| 2002/03 | Vecindario    | Hiszpania | Tercera División   | 34    | 0      | -            | -     | -      |
| 2003/04 | UD Las Palmas | Hiszpania | Segunda División   | 7     | 0      | -            | -     | -      |
| 2004/05 | UD Las Palmas | Hiszpania | Segunda División B | 15    | 0      | -            | -     | -      |
| 2005/06 | UD Las Palmas | Hiszpania | Segunda División B | 33    | 2      | -            | -     | -      |
| 2006/07 | UD Las Palmas | Hiszpania | Segunda División   | 35    | 2      | -            | -     | -      |
| 2007/08 | UD Las Palmas | Hiszpania | Segunda División   | 40    | 0      | -            | -     | -      |
| 2008/09 | UD Las Palmas | Hiszpania | Segunda División   | 36    | 2      | -            | -     | -      |
| 2009/10 | UD Las Palmas | Hiszpania | Segunda División   | 39    | 0      | -            | -     | -      |
| 2010/11 | UD Las Palmas | Hiszpania | Segunda División   | 35    | 0      | -            | -     | -      |
| 2011/12 | UD Las Palmas | Hiszpania | Segunda División   | 17    | 3      | -            | -     | -      |
| 2012/13 | UD Las Palmas | Hiszpania | Segunda División   | 27    | 1      | -            | -     | -      |
| 2013/14 | UD Las Palmas | Hiszpania | Segunda División   | 31    | 0      | -            | -     | -      |
| 2014/15 | UD Las Palmas | Hiszpania | Segunda División   | 37    | 0      | -            | -     | -      |
| 2015/16 | UD Las Palmas | Hiszpania | Primera División   | 19    | 3      | Puchar Króla | 4     | 0      |
| 2016/17 | UD Las Palmas | Hiszpania | Primera División   | 22    | 1      | Puchar Króla | 3     | 0      |
| 2017/18 | UD Las Palmas | Hiszpania | Primera División   | 11    | 1      | Puchar Króla | 1     | 0      |
| 2018/19 | UD Las Palmas | Hiszpania | Segunda División   | 22    | 1      | -            | -     | -      |

Stan na: 12 czerwca 2019 r.